# Pharus vittatus
Pharus vittatus är en gräsart som beskrevs av Lem.. Pharus vittatus ingår i släktet Pharus och familjen gräs. Inga underarter finns listade i Catalogue of Life.